# Shinagawa
Shinagawa (jap. 品川区 Shinagawa-ku) ist einer der 23 Bezirke der japanischen Präfektur Tokio. Er liegt im Süden Tokios, der Hauptstadt Japans.

## Geographie
Shinagawa gliedert sich in die Stadtteile Ebara (荏原地区, -chiku), Ōi (大井地区, -chiku), Ōsaki (大崎地区, -chiku), Shinagawa (品川地区, -chiku) und Yashio (八潮地区, -chiku).
Angrenzende Städte und Gemeinden
- Tokio: Stadtbezirke Shibuya, Meguro, Ōta, Kōtō, Minato

## Geschichte
Der heutige „Sonderbezirk“ Shinagawa entstand am 3. Mai 1947 in der Besatzungszeit bei der Ausweitung (bzw. Wiederherstellung) der seitdem auch in der Verfassung garantierten Selbstverwaltung der Gebietskörperschaften, wobei noch für Jahrzehnte umstritten blieb, ob diese Garantie sich auch auf die „Sonderbezirke“ (Tokio) erstreckt. Kurz zuvor war am 15. März 1947 der Bezirk Shinagawa aus dem Zusammenschluss der seit 1943 präfekturunmittelbaren Bezirke Ebara und Shinagawa der im Krieg abgeschafften Stadt Tokio entstanden. Die beiden Stadtbezirke waren 1932 entstanden, als die Städte (-machi) Shinagawa, Ebara, Ōsaki und Ōi aus dem Landkreis Ebara in die Stadt Tokio eingemeindet wurden. Die Stadt Shinagawa war bis zur Abschaffung der Kreisverwaltungen in den 1920er Jahren Sitz der Kreisverwaltung gewesen. In der frühen Meiji-Zeit war das Gebiet Teil der Präfektur Shinagawa, die bis 1871 Teile der Provinz Musashi verwaltete.
Während der Edo-Zeit war Shinagawa die erste Poststation der Tōkaidō. Mit den vielen Hotels mit 6000 Zimmern um den Bahnhof – der höchsten Konzentration in ganz Tokio – setzt sich diese Poststationsfunktion in die Gegenwart fort.

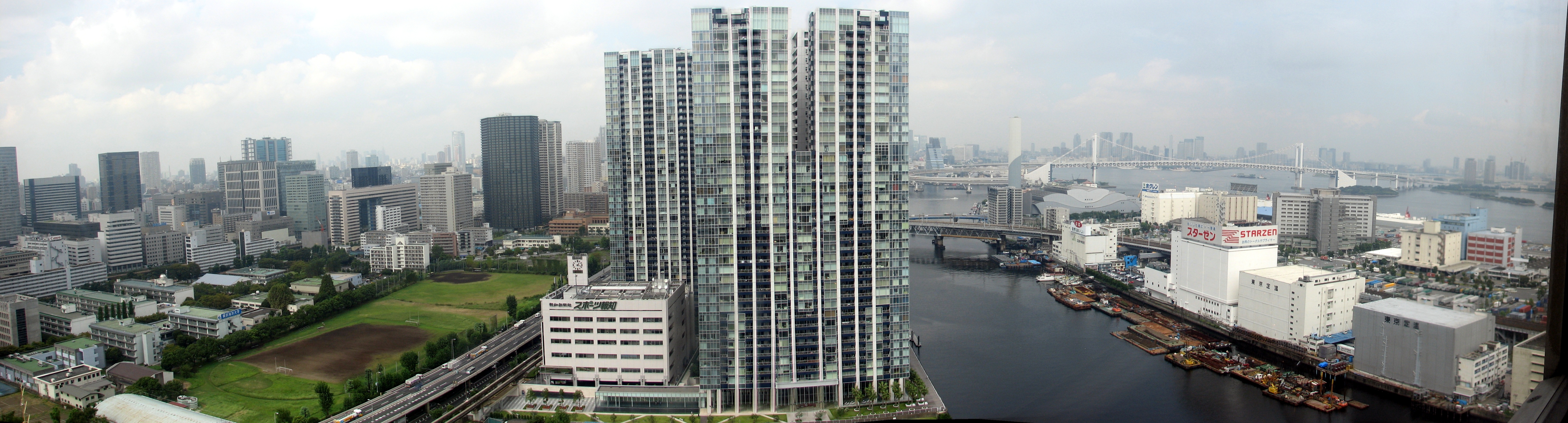
Blick aus einem Gebäude auf Tennōzu Isle

## Politik
Bürgermeisterin von Shinagawa ist seit 2022 die einstige Tomin-First-Präfekturparlamentsabgeordnete Kyōko Morisawa. Bei der turnusmäßigen (ersten) Bürgermeisterwahl 2022 in Shinagawa im Oktober erreichte keiner der sechs Kandidaten das nötige gesetzliche Quorum von 25 % der Stimmen (Morisawa erhielt 24,48 %), so dass es im Dezember 2022 eine Wiederholungswahl gab. Diese gewann Morisawa mit 38,57 % der Stimmen gegen fünf Kandidaten, darunter von LDP, KPJ und DVP unterstützte. Die 40 Sitze im Parlament von Shinagawa wurden bei den einheitlichen Wahlen 2023 neu besetzt.
Bei Präfekturparlamentswahlen bildet der Bezirk einen Viermandatswahlkreis, den nach der allgemeinen Wahl 2021 und einer Nachwahl 2024 nach Morisawas Bürgermeisterkandidatur je ein Mitglied von Kōmeitō und KPJ und eine Unabhängige vertreten; ein Sitz ist seit der nationalen Unterhauswahl 2024 vakant.
Für das Unterhaus bildet ganz Shinagawa seit 2024 zusammen mit den Städten und Dörfern auf den Izu- und Ogasawara-Inseln den Wahlkreis Tokio 3. Ab der Wahl 2000 vertraten den Wahlkreis auch durch Neuzuschnitte im Wechsel der Demokrat Jin Matsubara (2000–2005, 2009–2012 und 2021–2024; wechselte 2024 in den neuen Wahlkreis 26) und der Liberaldemokrat Hirotaka Ishihara (2005–2009, 2012–2021 und seit 2024), Sohn des ehemaligen Präfekturgouverneurs Shintarō Ishihara, der sich bei der Wahl 2024 mit rund 31 % der Stimmen gegen die vorherige Präfekturparlamentsabgeordnete Yumiko Abe (KDP, 27 %; gewann einen Sitz bei der präfekturweiten Verhältniswahl) durchsetzte.

## Infrastruktur

### Bildung
In Shinagawa befinden sich die Hoshi-Universität, die Risshō-Universität, die Seisen-Universität, die Shōwa-Universität und die Sugino-Frauenuniversität.

### Verkehr

#### Straße
- Stadtautobahn Tokio
- Nationalstraße 1, nach Chūō oder Osaka
- Nationalstraße 15, nach Chūō oder Yokohama
- Nationalstraße 357

#### Schiene
- JR East:
  - Yamanote-Linie (Ringlinie), von Ōsaki, Gotanda oder Meguro
  - Keihin-Tōhoku-Linie, von Ōimachi nach Ōmiya oder Yokohama
  - Saikyō-Linie, von Ōsaki nach Ōmiya
  - Yokosuka-Linie, von Nishi-Ōi nach Tokio oder Yokosuka
  - Shōnan-Shinjuku-Linie, von Ōsaki oder Nishi-Ōi nach Ōmiya oder Kamakura
- Tōkyū:
  - Meguro-Linie, von Meguro, Fudomae, Musashi-Koyama oder Nishi-Koyama nach Musashi-Kosugi
  - Ōimachi-Linie, von Ōimachi, Shimo-Shinmei, Togoshi-kōen, Nakanobu, Ebaramachi oder Hatanodai, nach Setagaya
  - Ikegami-Linie, von Gotanda, Ōsaki-Hirokōji, Togoshi-Ginza, Ebara-Nakanobu oder Hatanodai nach Ōta
- Rinkai-Linie, von Tennōzu Isle, Shinagawa Seaside, Ōimachi oder Ōsaki nach Kōtō
- Tōkyō Monorail: Haneda-Linie, von Tennōzu Isle oder Ōikeibajō-mae nach Minato oder Ōta
- Keikyū: Hauptlinie, von Kita-Shinagawa, Shin-Bamba, Aomono-Yokochō, Samezu, Tachiaigawa oder Ōmori-Kaigan nach Minato oder Yokosuka
- Tōkyō Metro: Namboku-Linie, von Meguro nach Kita
- Toei:
  - Mita-Linie, von Meguro nach Itabashi
  - Asakusa-Linie, von Nakanobu, Togoshi oder Gotanda nach Ōta oder Sumida
- Narita Express

Trotz seines Namens befindet sich der Bahnhof Shinagawa im benachbarten Stadtbezirk Minato.

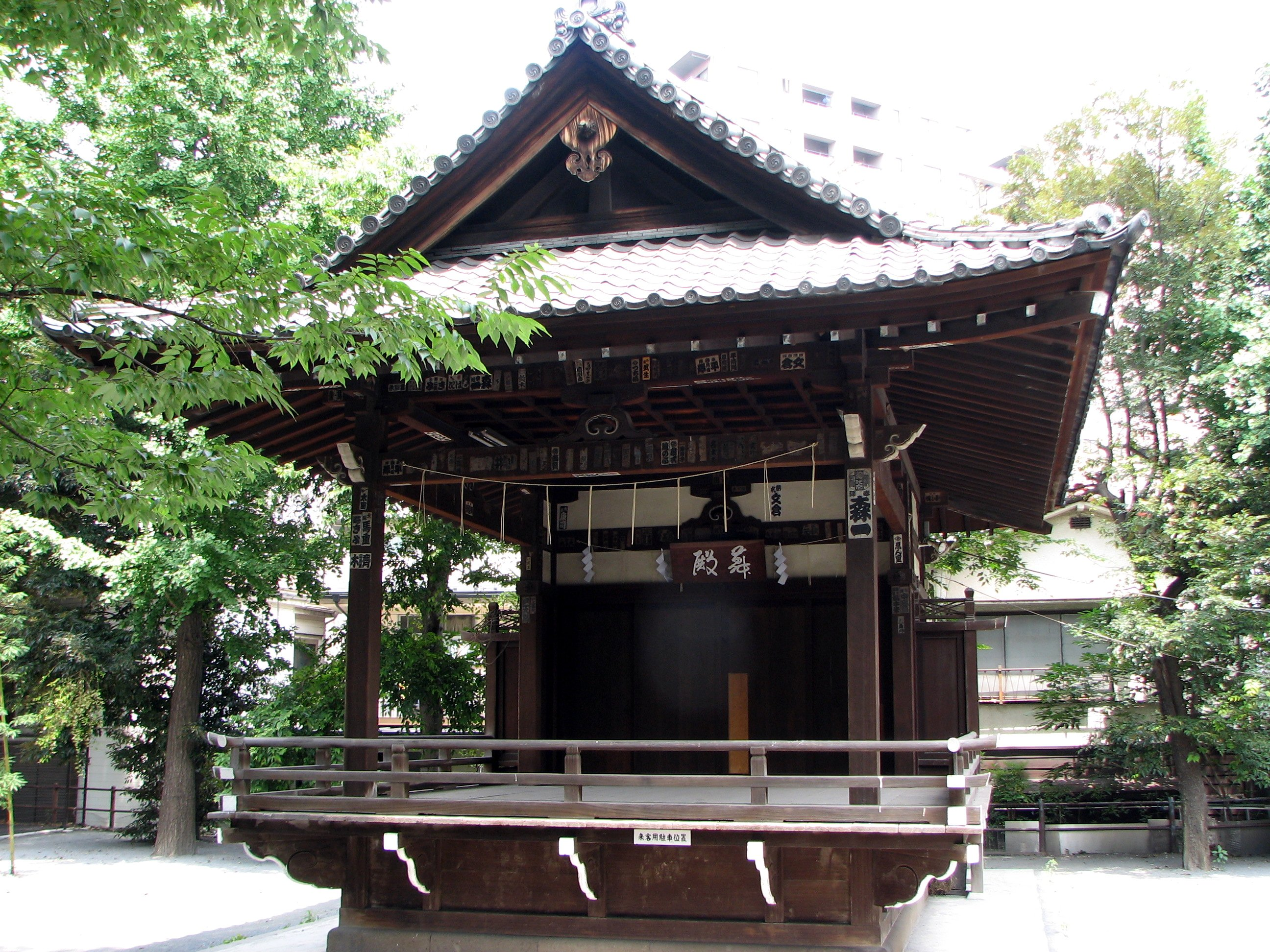
Ebara-Schrein

### Wirtschaft
Zahlreiche japanische Unternehmen haben ihren Unternehmenssitz in Shinagawa.

## Bauwerke
- Ikedayama Park

## Städtepartnerschaften
- Harbin (seit 1981)
- Portland (Maine) (seit 9. September 1984)
- Yamakita (seit Januar 1988)
- Hayakawa (seit April 1990)
- Genf (seit 1991)
- Auckland (seit 1993)

## Söhne und Töchter der Stadt
- Kenji Kawai (* 1957), Komponist
- Akira Kurosawa (1910–1998), Regisseur
- Hiroyuki Sanada (* 1960), Schauspieler
- Kōji Takano (* 1992), Fußballspieler
- Nobuhisa Urata (* 1989), Fußballspieler